# Городское поселение Скоропусковский
Городско́е поселе́ние Скоропусковский —  упразднённое муниципальное образование в Сергиево-Посадском муниципальном районе Московской области. Административный центр — рабочий посёлок Скоропусковский.

## История
В ходе муниципальной реформы, проведённой после принятия федерального закона 2003 года «Об общих принципах организации местного самоуправления в Российской Федерации», в Московской области были образованы городские и сельские поселения.
Городское поселение Скоропусковский было образовано согласно закону Московской области от 28.02.2005 № 60/2005-ОЗ «О статусе и границах Сергиево-Посадского муниципального района и вновь образованных в его составе муниципальных образований».
В состав городского поселения вошли рабочий посёлок Скоропусковский и деревня Степково упразднённого чуть позже Наугольновского сельского округа.
Законом Московской области от 20 марта 2019 года Сергиево-Посадский муниципальный район был упразднён, а все входившие в его состав поселения  1 апреля 2019 года были объединены в единое муниципальное образование — Сергиево-Посадский городской округ.

## Население
| 2006  | 2007  | 2008  | 2009  | 2010  | 2011  | 2012  | 2013  |
| ----- | ----- | ----- | ----- | ----- | ----- | ----- | ----- |
| 5447  | ↗5514 | ↘5509 | ↘5495 | ↗6699 | ↘6675 | →6675 | ↗6712 |
| 2014  | 2015  | 2016  | 2017  | 2018  | 2019  |       |       |
| ↗6775 | ↘6750 | ↘6745 | ↘6713 | ↘6708 | ↘6649 |       |       |

## Состав городского поселения
| № | Населённый пункт | Тип населённого пункта                  | Население |
| - | ---------------- | --------------------------------------- | --------- |
| 1 | Скоропусковский  | рабочий посёлок, административный центр | ↘6391     |
| 2 | Степково         | деревня                                 | →22       |